# Clásico andino del fútbol venezolano
El Clásico andino del fútbol venezolano es un partido de fútbol que enfrenta a dos de los clubes más laureados de los andes y Venezuela: Deportivo Táchira Fútbol Club y Estudiantes de Mérida Fútbol Club. Cuenta con una amplia trayectoria, habiéndose disputado en 167 oportunidades con 50 victorias del Estudiantes de Mérida, 47 empates y 70 victorias para el Deportivo Táchira. El primer encuentro entre ambas oncenas data del año 1975 (con victoria 3 a 2 para los "merideños") y continuando hasta el día de hoy.
Se han realizado partidos abarcando cuatro instancias o cuatro ámbitos, como ser: Primera División, Copa Venezuela, Copa Libertadores y Copa Conmebol.
Al día de hoy Deportivo Táchira aventaja por nueve a Estudiantes en cuanto a títulos nacionales oficiales (liga y copa). Los aurinegros poseen once ligas de Primera división. Por su parte, los académicos cuentan con dos títulos oficiales en la Primera.
Su rivalidad data desde el primer enfrentamiento (1975) y con los años se fue agudizando, por la cercanía geográfica entre Mérida y San Cristóbal (191 km); estos clubes son denominados "grandes" del fútbol nacional, ambos han llegado a cuartos de final de la Copa Libertadores y durante el siglo XX dominaron la liga. Por muchos años son considerados como el Clásico Nacional hasta nuestros días. Aunque hubo un corto período de tiempo donde por primera vez sufrió el descenso a Segunda División del cuadro académico en el año 2006, tras caer por 4 a 2 contra el Deportivo Italmaracaibo, sin embargo luego de su regreso a Primera en mayo de 2007, el encuentro entre ambos conjuntos futbolísticos ha vuelto a tener una importante repercusión dentro del balompié nacional gracias al apoyo de las respectivas fanaticadas, logrando importantes cifras de asistencia.
Clásico andino del fútbol venezolano Táchira-Estudiantes, Estudiantes-Táchira tiene su auge por su gran rivalidad desde la primera mitad de la década de los setenta hasta la fecha, sin embargo siempre se sabía de la gran rivalidad existente, en cada encuentro desde los años ochenta y principio de los noventa entre el Táchira-Marítimo en algún momento, a diferencia del ahora Caracas-Táchira la cual diversos medios de comunicación de la capital de la república han querido cambiar mediáticamente como el supuesto “clásico del fútbol nacional”, cuando realmente es el "Duelo Moderno", ya que comenzó esa rivalidad entre "rojos del Ávila" y "Aurinegros" a partir del 17 de diciembre del año 2000, cuando le quemaron el autobús que transportaba al equipo del Caracas fc, dentro del estadio de "Pueblo Nuevo", teniendo de esta manera que poco a poco el Caracas FC, le comenzara a tener seguidores que asistieran de vez en cuando a cada uno de sus partidos desarrollados en la capital de la república. Hoy en día a pesar del gran esfuerzo que tienen actualmente varios medios de comunicación de la capital de la república, al querer cambiar el estatus de "Clasico Nacional" favoreciendo al Caracas FC, la historia, la tradición, gran rivalidad, y el ambiente futbolero entre Estudiantes de Mérida y el Deportivo Táchira, no la podrán cambiar ya que la misma seguirá siendo el "Clásico Nacional" del fútbol venezolano debido a su gran historia.

## Historia
La primera victoria para el Estudiantes de Mérida Fútbol Club, se produjo el 16 de marzo de 1975 (primer partido entre ellos) 3 a 2, en partido efectuado en el Estadio Guillermo Soto Rosa.
El 15 de junio de 1975, se produce la primera victoria para el Deportivo Táchira con marcador de 1-0 con gol de Jorge Silvera.

#### Números totales
*Actualizado hasta el 02 de Enero de 2024